# LTE International Airways
Pour les articles homonymes, voir LTE.

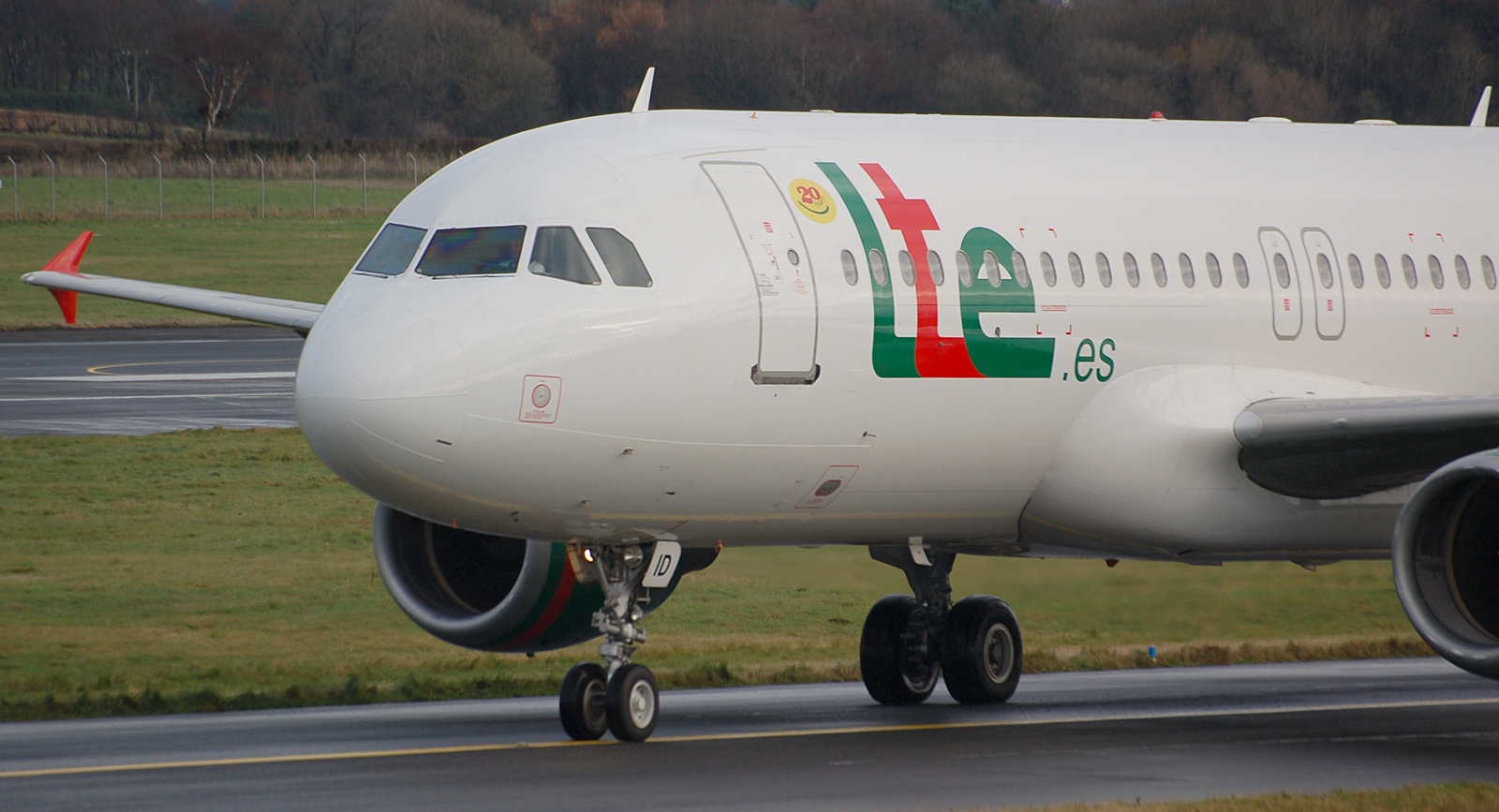
Appareil de la compagnie au roulage.

LTE International Airways (code AITA XE - code OACI LTE) est une compagnie aérienne espagnole, créée en 1987. Cette compagnie effectue des vols charters Brest-Palma de Majorque
La compagnie a fait faillite en septembre 2008.